# 한국친환경농산물가공생산자협회
한국친환경농산물가공생산자협회는 유기농업발전과 생산자 소비자 상호 보완`상생의 바탕위에 친환경농산물 가공식품 홍보 및 산업정책 대안개발 제시 등 목적으로 2009년 3월 23일 설립된 대한민국 농림수산식품부 소관의 사단법인이다. 사무실은 서울특별시 서대문구 영천동 326번지, 3층에 있다.

## 주요 사업
- 본회 목적과 취지에 부합하는 가공생산자들을 조직하고, 회원의 권익과 권리보호를 위한 활동
- 국내 친환경가공식품의 품질향상과 신뢰성, 안전성을 도모활동
- 본회 회원의 의식과 능력을 함양하기 위한 교육사업
- 친환경가공식품 산업발전을 위한 정책개발
- 친환경가공식품의 소비 촉진을 위한 홍보활동
- 본회 회원 상호 간의 친목과 부조사업
- 국내 외 뜻을 같이하는 사회단체들과의 연대 사업
- 기타 본 회의 목적에 필요한 제반사업 및 활동